# Armoriale delle famiglie italiane (Mu)
Questo è l'armoriale delle famiglie italiane il cui cognome inizia con le lettere Mu.

## Armi

### Muc
| Stemma | Casato e blasonatura |
| ------ | --- |
|        | Muccioli (Roma) (la blasonatura non è stata ancora caricata) (Immagine nell' Archivio Storico Capitolino (PDF) (archiviato dall'url originale il 4 marzo 2016).) |
|        | Muccioli (Roma, Buenos Aires) albero di quercia a 2 rami incrociati fruttata e fogliata al naturale su monte a 3 cime di oro uscente dalla punta su azzurro - stella (5 raggi) di oro in alto su azzurro (citato in LEOM)                                                                  |
|        | Muccioli (Cesena) (la blasonatura non è stata ancora caricata) (citato in BLCW) Immagine in Blasone Cesenate. |
|        | Muccioli Lupi (Buenos Aires) albero di quercia al naturale a 2 soli rami incrociati su monte a 3 cime di argento uscente dalla punta su azzurro - stella (5 raggi) di argento in alto su azzurro - lupo rampante di nero su oro - rosa di rosso in alto a sinistra su oro (citato in LEOM) |
|        | Mucini (Firenze) Troncato d'oro e d'azzurro, al leone dell'uno all'altro (citato in (26)) |

### Muf
| Stemma | Casato e blasonatura |
| ------ | --- |
|        | Muffat de Saint Amour o Saint Amour di Chanaz (Piemonte) Titolo: consignori di Moasca Inquartato: al 1° e 4° d'azzurro, al leone coronato, d'oro; al 2° e 3° di rosso, a tre teste di lupo, d'argento, strappate, allumate del campo (citato in (28)) leone rampante coronato di oro su azzurro - 3 teste di lupo di argento poste 2,1 su rosso (citato in LEOM) Motto: Virtute et armis - Fortitudo |

### Mug
| Stemma | Casato e blasonatura |
| ------ | --- |
|        | Mugeffi (Pisa) D'azzurro, a tre pesci natanti d'argento, ordinati l'uno sull'altr (citato in (26)) |
|        | Muglioni (Sansepolcro) Troncato d'oro e di verde, all'aquila dal volo abbassato di nero, coronata d'oro, posta nel 1°, e alla fascia diminuita d'argento passata sulla troncatura (citato in (26))                                                                                          |
|        | Mugnai (Firenze) Troncato: nel 1° d'azzurro, a tre stelle a otto punte d'oro ordinate in capo; nel 2° d'oro, alla mola d'argento posta in punta alias D'oro, alla mola d'argento; e al capo d'azzurro caricato di tre stelle a otto punte d'oro (citato in (26))                            |
|        | Mugnai (Livorno) D'azzurro, alla forbice posta in palo al naturale, stringente fra le lame un ferro di martello dello stesso (citato in (26)) forbice di argento aperta in palo stringente il ferro di un martello al naturale su azzurro (citato in LEOM)                                  |
|        | Mugnai (Pisa) Di rosso, a sei palle d'argento, 3.2.1 alias Di rosso, a sei bisanti d'argento, 3.2.1 (citato in (26)) |
|        | Mugnos (Sicilia) Titolo: barone di Bulgarano scaccheggiato d'oro e d'azzurro, di quindici pezzi, con la bordatura di rosso, caricata da otto maglie di catene d'oro. Lo scudo accollato alla croce di Calatrava (citato in Mango e in (32)) Notizie storiche in Famiglie nobili di Sicilia. |

### Mul
| Stemma | Casato e blasonatura |
| ------ | --- |
|        | Mul (Palermo) scaglione di oro su rosso accompagnato in capo da - 2 stelle (5 raggi) di oro poste in fascia e in basso da - luna montante di argento su rosso (citato in LEOM) |
|        | Mula (Venezia) partito di azzurro e di argento alla fascia dell'uno all'altro (citato in (2) – pag. 223, in (5) - pag. 124 e in DAlena) |
|        | Mula troncato: nel 1º d'oro, a due aquile affrontate di nero, coronate dello stesso, moventi dalla troncatura, e tenenti un bordone dello stesso, alto in palo; nel 2º scaccato d'argento e di rosso (citato in (5) - pag. 112) |
|        | Mulas (Milano, Cagliari, Bono, Quarto Sant'Elena) D'argento al pino nodrito sulla pianura erbosa al naturale ed una mula, pure al naturale, cinghiata di rosso, ferma sulla pianura attraversante (citato in DAlena) albero di pino su terrazzo uscente dalla punta al naturale su argento - mula ferma al naturale cinta di rosso sul terrazzo a destra su argento (citato in LEOM) |
|        | Mulazzani (Treviglio) leone rampante al naturale su argento - fascia di rosso su leone rampante di argento sul nero del - trinciato di nero e di argento - 2 fasce di rosso su leone rampante al naturale sull'argento (citato in LEOM) |
|        | Mulè (Palermo) Titolo: signore di Balatazza; barone di Suttafari di rosso allo scaglione d'oro, di due stelle d'oro al campo, alla punta una crescente d'argento (citato in (29), in Mango e in (32)) Notizie storiche in Famiglie nobili di Sicilia. |
|        | Muletta o Mulocta o Molocca (Siracusa, Lentini) (d'oro, all'albero di verde uscente dalla punta, sinistrato da un leone di rosso e sostenente un uccello posato d'azzurro) (citato in Mango) |
|        | Muli (Pistoia) D'azzurro, a tredici sonagli d'oro pendenti, 5.5.3, da tre fasce diminuite di rosso alias D'azzurro, a quindici sonagli d'oro pendenti, 5.5.5, da tre fasce diminuite di rosso (citato in (26)) |
|        | Mulino d'azzurro, alla ruota di mulino, attraversante due armille, il tutto d'oro (citato in (5) - pag. 156) |
|        | Mulino (Cesena) (la blasonatura non è stata ancora caricata) (citato in BLCW) Immagine in Blasone Cesenate. |

### Mun
| Stemma | Casato e blasonatura |
| ------ | --- |
|        | Mundio o Mondio (Messina) d'azzurro, al mondo d'oro, sostenuto da due leoni controrampanti dello stesso (citato in Mango) |
|        | Municchi (San Miniato) D'azzurro, alla fascia di verde accompagnata in capo da una stella a otto punte d'or (citato in (26)) |
|        | Municchi (Firenze) fascia di argento su azzurro - lambello (4gocce) di rosso stella (8 raggi) di oro in alto su azzurro (citato in LEOM) |
|        | Municchi (Firenze) fascia di verde bordata di oro su azzurro - stella (8 raggi) di oro posta in alto su azzurro (citato in LEOM) |
|        | Munsone (Catania) d'azzurro, all'agnello d'oro, tenente con la zampa sinistra una banderuola d'argento astata dello stesso (citato in Mango) d'azzurro, con un agnello pascale d'oro, con la banderuola d'argento (citato in (32)) Notizie storiche in Famiglie nobili di Sicilia. |
|        | Muntoni (Cagliari, Gergei, Nurri) D'argento all'albero di verde, nodrito sulla sommità di un'alta montagna al naturale (citato in DAlena) albero di verde nodrito sulla sommità di una alta roccia al naturale uscente dalla punta su argento (citato in LEOM)                     |

### Mur
| Stemma | Casato e blasonatura |
| ------ | --- |
|        | Mura (Sardegna) d'azzurro, al gelso nodrito sulla pianura al naturale, sostenuto da due levrieri d'argento affrontati, collarinati d'oro (citato in (2) – pag. 286 e in DAlena) |
|        | Mura (Santu Lussurgiu) D'azzurro al moro nodrito sulla pianura erbosa al naturale, sostenuto da due cani levrieri d'argento, collarinato d'oro, affrontati (citato in DAlena) albero di gelso (moro) nodrito su terrazzo erboso tutto al naturale sostenuto da - 2 cani controrampanti levrieri di argento collarinati di rosso posti sul terrazzo tutto su azzurro (citato in LEOM) alias d'azzurro al moro al naturale fruttato di rosso, nodrito sulla pianura d'oro addestrato da una zappa d'argento manicata d'oro in sbarra, appoggiata al tronco e sinistrata da un leone d'oro (citato in DAlena) albero di gelso (moro) al naturale fruttato di rosso nodrito su terrazzo di oro uscente dalla punta accompagnato a sinistra da - una zappa posta in sbarra di argento e - a destra da un leoncino rampante di oro tutto su azzurro (citato in LEOM) |
|        | Muraneschi (Venezia) Gallo (citato in DAlena) |
|        | Murari dalla Corte porta di rosso su 3 bande di oro su scudetto di azzurro con bordura a 12 merlature alla ghibellina di argento sostenente - una aquila nascente coronata di nero tutto su azzurro - 2 gigli di argento su fascia di azzurro accompagnata da - 3 rose di oro poste 2,1 tutto su rosso (citato in LEOM) |
|        | Murari dalla Corte porta di rosso su 3 bande di oro su scudetto di azzurro con bordura a 12 merlature alla ghibellina di argento sostenente - una aquila nascente coronata di nero tutto su azzurro - 2 gigli di argento su fascia di azzurro accompagnata da - 3 rose di oro poste 2,1 tutto su rosso - 3 stelle (6 raggi) di oro su fascia di azzurro su - leone rampante troncato di oro e di verde su troncato di verde e di oro (citato in LEOM) |
|        | Murat Dinastia francese - Re di Napoli troncato semipartito: nel 1º d'azzurro all'aquila imperiale d'oro sostenuta da due accette; nel 2º d'oro al cavallo controrampante d'argento; nel 3º d'oro alla triquetra al naturale (citato in (36)) |
|        | Muratore (Fossano, Savigliano) Titolo: signori (conti?) di Cervere Di rosso, a quattro scaglioni, alternati d'oro e d'argento Motto: Fidelitati perpetuae - In labore requies (citato in (28)) |
|        | Muratore (Randazzo, Taormina) d'azzurro, alla spada d'argento, guarnita d'oro, sostenente sulla punta un giglio dello stesso (citato in Mango) |
|        | Muratori (Concordia sulla Secchia) troncato in scaglione di azzurro e di oro - sole raggiante di oro nel canton sinistro del capo - luna di argento nel canton destro del capo - 3 stelle (6 raggi) di oro poste 1,2 sull'azzurro - arpia al naturale accovacciata in maestà sull'oro (citato in LEOM) |
|        | Muratori o Soli (Modena) filetto in palo di argento su azzurro - torre a 2 palchi merlata alla guelfa al naturale sormontata da -sole raggiante di oro tutto su azzurro - spada di oro posta in palo punta in alto sormontata da - giglio dello stesso tutto su azzurro (citato in LEOM) |
|        | Muratori o Soli (Modena) spada di argento guarnita di oro posta in palo punta in alto sormontata da -giglio dello stesso su azzurro - torre a 2 palchi di argento su terrazzo di verde sormontata da - sole raggiante di oro tutto su azzurro (citato in LEOM) |
|        | Muratti troncato di rosso e d'azzurro alla banda d'argento, accompagnata in capo da una stella, in punta da un leoncino rivoltato, tenente una palla fra le zampe anteriori, il tutto d'oro Motto: Omnem spem in virtute (citato in (4) – Vol. II pag. 195) |
|        | Muratti (Trieste) banda di argento su trinciato di rosso e di azzurro - stella (5 raggi) di oro su rosso - leone rampante rivolto di oro tenente tra le zampe anteriori una palla dello stesso su azzurro (citato in LEOM) |
|        | Murci (Pisa) D'argento, alla fascia di rosso (citato in (26)) |
|        | Murelli (Saluzzo) D'oro, alla pianta di fragola di verde, con tre rami fruttati di rosso (citato in (28)) |
|        | Murialdo (Ceva, Carmagnola, Torino) Trinciato di rosso e d'azzurro, il primo a due gigli, il secondo a due stelle, disposti nel senso della pezza, con la banda contromerlata attraversante sulla partizione, il tutto d'oro alias D'azzurro, alla banda contromerlata, d'oro, accompagnata da sei stelle dello stesso, tre per parte Motto: Haud mori (citato in (28)) |
|        | Muriani (Venezia) fascia di oro accompagnata da - 2 fiasche da pellegrino (fatte con una zucca) dello stesso poste in palo su rosso (citato in LEOM) |
|        | Muro (Sardegna) troncato: nel 1º d'azzurro al muro al naturale, ristretto; nel 2º campo di cielo, all'albero nodrito sulla pianura erbosa sotto al quale riparano un bove ed una capra, affrontati mentre nevica, il tutto al naturale (citato in (2) – pag. 102 e in DAlena) |

### Mus
| Stemma | Casato e blasonatura |
| ------ | --- |
|        | Muscati (Molfetta) d'argento, a una mezz'aquila nascente da una fascia d'oro attraversante (citato in (217) e in ) |
|        | Muscettola (Napoli) Titolo: principe di Leporano, duca di Spezzano, Schiavi, Melito, conte di Picernonobile dei principi D'oro a tre bande d'azzurro col capo cucito del primo, caricato da due fringuelli (muscettole) di nero affrontati e fissanti una stella di rosso posta nel punto del capo (citato in DAlena, in (29) e in (31)) 3 bande di azzurro su oro - 2 uccelli (fringuelli) di nero affrontati stella (6 raggi) di rosso in alto su oro in capo (citato in LEOM) Notizie storiche in Nobili napoletani. |
|        | Muscettola (Ravello) D'oro a tre bande d'azzurro, col capo cucito d'oro, caricato da due uccelli neri affrontati, guardanti una stella di sei raggi di rosso (citato in DAlena e in Chiese di Ravello.) |
|        | Muschietti (Portogruaro) 3 bergamotti di oro (agrumi profumatissimi) posti in fascia sulla troncatura del troncato di azzurro e di oro - palla di azzurro molto più grande sotto il bergamotto centrale su oro (citato in LEOM) |
|        | Muscianisi o Muxianisi (Messina) d'azzurro, allo sparviero volante al naturale, afferrante un sorcio dello stesso, al sole d'oro levante (citato in (2) – pag. 517 e in DAlena) d'azzurro, allo sparviero volante del suo colore afferrante un sorcio dello stesso, con il sole d'oro, orizzontale a destra (citato in Mango) |
|        | Musciarello (Messina) d'azzurro, all'aquila sorante d'oro, verso il sole dello stesso, figurato di rosso, posto al primo cantone (citato in Mango) |
|        | Musco (Placanica, Reggio Calabria) Titolo: barone di Ambo e Anto d'azzurro al pino di verde posto su di un monte di tre cime d'argento, sostenente un muschio al naturale rivolto, sostenuto da due leoni d'oro controrampanti (citato in (29)) albero di pino di verde posto su monte a 3 cime di argento al naturale uscente dalla punta sostenuto da - 2 leoni controrampanti di oro e cimato da un muschio (mammifero raro) rampante rivolto al naturale tutto su azzurro (citato in LEOM) |
|        | Musepoli (Pistoia) D'argento, all'albero di palma di verde, nodrito sul terreno dello stesso, addestrato da un mare ondoso al naturale, e sinistrato da un leone d'oro, lampassato di rosso, appoggiato al tronco (citato in (26)) |
|        | Musi (Parma, Reggio Emilia) 3 gigli di argento su fascia di azzurro su argento (citato in LEOM) |
|        | Musi (Carpi) troncato ritroncato di rosso di azzurro e di argento - 3 stelle (6 raggi) di oro poste 1,2 sulla prima troncatura - testa umana al naturale di profilo imbronciata su argento (citato in LEOM) |
|        | Musici (Velletri) fascia di argento su troncato di azzurro e di rosso - 3 stelle (8 raggi) di oro poste in fascia su azzurro - organo antico di argento su rosso (citato in LEOM) |
|        | Musio (Sassari, Torino, Roma, Orosei) Partito: nel 1° di rosso alla montagna al naturale sormontata da un destrocherio d'argento movente dalla destra ed impugnante una spada dello stesso, alta in palo, manicata d'oro; nel 2° d'azzurro alla torre d'argento sulla pianura erbosa al naturale e sormontata da un giglio d'oro (citato in DAlena) avambraccio destro vestito di argento uscente da sinistra afferrante con la mano di carnagione una spada di argento posta in palo punta in alto su rosso - montagna al naturale uscente dalla punta su rosso - torre di argento a 2 palchi su pianura erbosa uscente dalla punta sormontata da - giglio di oro tutto su azzurro (citato in LEOM) |
|        | Musitano (Napoli, Castrovillari) Titolo: nobili d'azzurro al leone al naturale poggiato su di un monte di tre cime di verde uscente alla punta e sormontato da tre rose di rosse gambute di verde disposte in fascia (citato in (29)) |
|        | Musitano (Reggio Calabria) Titolo: nobili d'azzurro al leone d'oro, lampassato di rosso, poggiato su di un monte di quattro cime al naturale uscente alla punta e sormontato da tre rose d'argento gambute di verde disposte in fascia (Immagine nella Raccolta stemmi Trippini (JPG).) |
|        | Musitano Guerrera (Napoli) leone rampante al naturale su monte a 3 cime di verde uscente dalla punta su azzurro - 3 rose di rosso stelate e fogliate di verde in banda poste in fascia in alto su azzurro (citato in LEOM) |
|        | Musmeci (Acireale, Catania) Titolo: barone della Torre, nobili dei baroni d'azzurro, partito da un filetto d'oro, 1° all'albero sopra un monte roccioso, con un topo in atto di arrampicarsi al naturale, sormontato da tre stelle d'oro, 2° al mare al naturale con una sirena nascente sormontata da tre stelle d'oro (citato in (29) e in Mango) d'azzurro, partito da un filetto d'oro: il 1° all'albero nodrito sopra un monte con un topo ritto in atto di arrampicarsi al tronco, il tutto al naturale, e sormontato da tre stelle d'oro, male ordinate; il 2° alla campagna mareggiata, con una sirena di due code in maestà nascente dal mare, il tutto al naturale; la sirena sormontata da tre stelle d'oro male ordinate (citato in (32)) filetto in palo di oro su azzurro - albero su monte roccioso con un topo che si arrampica sul tronco tutto al naturale su azzurro - 3 stelle (5 raggi) di oro poste 1,2 in alto su azzurro - sirena a 2 code in maestà nascente dal mare tutto al naturale su azzurro - 3 stelle (5 raggi) di oro poste 1,2 in alto su azzurro (citato in LEOM) Notizie storiche in Famiglie nobili di Sicilia. |
|        | Mussa (Torino ?) Troncato, al 1° d'oro, all'aquila coronata, di nero, al 2° partito di rosso e d'argento, al leone dell'uno nell'altro, coronato d'oro, impugnante una spada d'argento Motto: Constando constantia constat (citato in (28)) |
|        | Mussa o Musso (Ovada) D'azzurro, a due mazze d'armi d'oro, manicate di verde, passate in croce di Sant'Andrea, legate da un nastro di rosso (citato in (37)) |
|        | Mussi D'azzurro a tre gigli d'oro, 2, 1, con il capo d'oro carico di un'aquila di nero (citato in (28)) |
|        | Mussi (Alessandria) Partito di rosso e d'azzurro, al leone d'argento attraversante, con il capo d'oro, carico di un'aquila coronata, di nero (citato in (28)) |
|        | Mussi (Parma) bandato di argento e azzurro (citato in LEOM) |
|        | Mussi (Cremona) Titolo: conti palatini, patrizi di Cremona bandato d'argento e d'azzurro (citato in BLCR) Immagine in Blasonario Cremonese (archiviato dall'url originale il 7 aprile 2014). |
|        | Musso o Mutio o Muti o Muzio (Fossano) Titolo: consignori / marchesi di Clavesana, S. Michele Di rosso, al nodo di Salomone composto, d'argento e di verde alias Di rosso, al nodo gordiano composto, d'oro e d'azzurro alias Inquartato, di Musso e di Saluzzo (citato in (28)) |
|        | Musso (Tortona) Titolo: consignori di Agliano, Lanerio, Ponzano? D'oro, alla banda di sette losanghe accollate, di nero (citato in (28)) |
|        | Musso (Carmagnola) Di rosso, a cinque cerchi d'oro, disposti a forma di croce (citato in (28)) |
|        | Musso o Mussone (Messina) d'azzurro, all'agnello di S. Giovanbattista d'argento (citato in Mango) |
|        | Musso (Cagliari) braccio destro di carnagione uscente da destra afferrante spada in palo al naturale su ara di oro infiammata di rosso tutto su rosso - torre di argento su terrazzo di verde su azzurro - giglio di oro in alto su azzurro (citato in LEOM) |
|        | Mussolini inquartato di rosso e d'argento: nel 1º a tre bisanti d'argento; nel 2º a tre torte di rosso; nel 3º a tre torte di rosso male ordinate; nel 4º a tre bisanti d'argento male ordinati |
|        | Mustaccio o Mustazzo (Messina, Palermo) Titolo: barone di Castellenato d'argento, al gatto rampante di nero (citato in DAlena, in Mango e in (32)) Corona di barone Notizie storiche in Famiglie nobili di Sicilia. |
|        | Mustiola (Sicilia) di verde, alla donnola corrente d'argento (citato in Mango e in (32)) Notizie storiche in Famiglie nobili di Sicilia. |
|        | Mustioli (Cesena) (la blasonatura non è stata ancora caricata) (citato in BLCW) Immagine in Blasone Cesenate. |

### Mut
| Stemma | Casato e blasonatura |
| ------ | --- |
|        | Muta (Palermo, Messina) d'azzurro, all'aquila d'oro, uscente da un mare fluttuoso d'argento e di nero in atto di mutar le penne e guardante un sole d'oro orizzontale a sinistra (citato in Mango) d'azzurro, con un'aquila d'oro, uscente del mare in atto di mutar le penne, e mirante un sole d'oro, orizzontale a sinistra (citato in (32)) Notizie storiche in Famiglie nobili di Sicilia. |
|        | Muta (Palermo, Messina) aquila sorante rivolta di nero uscente da un mare mareggiato di azzurro movente dalla punta mutante le penne - ombra di sole di oro uscente dall'angolo destro del capo tutto su argento (citato in LEOM) |
|        | Muti (la blasonatura non è stata ancora caricata) (citato in (2) – pag. 156) |
|        | Muti o Mutti (Roma) Titolo: marchesi di Settimo Torinese, Gassino e Ostero D'azzurro, al crescente montante, d'argento, con la bordura indentata d'argento e d'azzurro, alla filiera di rosso, con la controbordura indentata d'azzurro e d'argento (citato in (28)) alias Un crescente azzurro in campo d'argento, cinto da tre cerchi, o sian orli; il primo composto a denti d'argento, e azzurro, il secondo rosso, e il terzo, che è più grande degli altri, composto a denti d'argento, in campo rosso (citato in (28)) alias D'azzurro, al crescente montante d'argento, con la bordura indentata d'oro (citato in (28)) alias d'argento, a due cinte merlate d'azzurro concentriche, bordate internamente d'oro, accompagnate in cuore da un crescente del secondo (citato in (28)) alias In argento, una luna di azzurro con una cinta di rosso, posta in mezzo a due bordure inchiavate, una di argento e di azzurro, l'altra di argento e di rosso (citato in (28)) alias D'oro, a due mazze d'armi di nero, decussate, legate di rosso, con le teste esagone d'azzurro (citato in (28)) 2 mazze d'armi di nero poste in croce di Sant'Andrea terminanti in 2 anelli legati da un nastro di rosso annodato in croce di Sant'Andrea con le teste esagone di azzurro ciascun angolo ornato di un pallino dello stesso tutto su oro (citato in LEOM) alias di rosso, a due mazze d'armi d'argento, decussate, legate d'oro (citato in (28)) |
|        | Muti (Molfetta) spaccato, d'azzurro e di rosso, a 2 mazze d'arme, partite d'argento e di nero, passate in croce di S. Andrea e legate, in basso, da un nastro pure d'argento Motto: Virtus et ignem domat (citato in ) |
|        | Muti (Roma) (la blasonatura non è stata ancora caricata) (Immagine nell' Archivio Storico Capitolino (PDF) (archiviato dall'url originale il 4 marzo 2016).) |
|        | Muti (Roma) (la blasonatura non è stata ancora caricata) (Immagine nell' Archivio Storico Capitolino (PDF) (archiviato dall'url originale il 4 marzo 2016).) |
|        | Muti Bussi (Roma) 2 mazze d'arme incrociate e legate al basso da una catena tutto di argento su rosso - 2 occhi umani al naturale in alto su azzurro (citato in LEOM) |
|        | Muti Bussi (Roma) 2 leoni controrampanti di vajo con una palla di oro tra le anteriori su - campagna di argento caricata di 2 bande di nero tra cui - il motto in lettere minuscole di nero "ut magis" tutto su rosso (citato in LEOM) |
|        | Muti Papazzurri o Savorelli (Roma) (la blasonatura non è stata ancora caricata) (Immagine nell' Archivio Storico Capitolino (PDF) (archiviato dall'url originale il 26 febbraio 2017).) |
|        | Mutinelli (Crema, Modena) 3 monti di argento uscenti dalla troncatura sormontati da - 3 stelle (8 raggi) di oro poste in fascia su azzurro - 3 sbarre di rosso su oro (citato in LEOM) |
|        | Mutis o Muttis (Savigliano, Gassino) D'oro, a sei gigli di rosso, 3, 2, 1 (citato in (28)) |
|        | Mutti (Firenze) Troncato: nel 1° d'azzurro, all'angelo di carnagione, vestito di rosso e tunicato e aureolato d'oro, con le ali abbassate d'argento, fermo in maestà sulla campagna di verde, con la mano sinistra alla bocca e la destra impugnante un campanello al naturale; nel 2° d'argento pieno (citato in (26)) |
|        | Mutti (Firenze) angelo di carnagione con tunica e aureola di oro in maestà le ali di rosso reggente con la destra un campanello di nero su azzurro - argento pieno (citato in LEOM) |
|        | Muttoni (Milano) Serpente (citato in DAlena) |
|        | Muttoni (Vicenza) braccio destro uscente da destra vestito di rosso afferrante con la mano di carnagione un albero posto su ristretto di verde uscente dalla punta su - fascia di oro su inquartato di azzurro di rosso e di argento - giglio di argento uscente dalla fascia sormontato da - corona di oro rovesciata sul semipartito di azzurro e di rosso - 3 pali di argento su rosso (citato in LEOM) |

### Muz
| Stemma | Casato e blasonatura |
| ------ | --- |
|        | Muzani (Vicenza) troncato di oro e di azzurro (citato in LEOM) |
|        | Muzi (Abruzzo, Napoli) Titolo: nobile, predicato di Dogliola D'azzurro al destrocherio movente dalla sinistra dello scudo manicato d'argento, impugnante una mazza del medesimo e teso su di un fuoco ardente movente dalla punta (citato in DAlena) braccio destro uscente da destra vestito di argento afferrante con la mano di carnagione una mazza d'arme di argento su azzurro - fuoco di rosso uscente dalla punta su azzurro (citato in LEOM) |
|        | Muzi (Camerino) fontana a 2 vasche e 2 getti affiancata da - 2 leoni controrampanti sormontati da - 3 stelle (8 raggi) poste in fascia tutto di argento su azzurro (citato in LEOM) |
|        | Muzi (Camerino) fascia di rosso su azzurro - 2 gigli di argento posti in fascia in alto su azzurro - compasso aperto punte in basso di oro in basso su azzurro (citato in LEOM) |
|        | Muzi (Popoli, Roma) braccio destro vestito di argento uscente da destra impugnante con la mano di carnagione una spada posta in palo di argento su - rogo ardente al naturale - sole raggiante di oro nel canton sinistro del capo - fenice al naturale sulla sua immortalità di rosso a sinistra sopra il braccio tutto su azzurro (citato in LEOM)                                                                                                  |
|        | Muzio (Sicilia) Titolo: barone di Grottarossa, Giuffo, Capisotto d'oro, alla coppa di nero, fiammeggiante di rosso, col braccio destro armato d'argento, la mano di carnagione tra le fiamme, impugnante un pugnale di nero alto in palo (citato in Mango e in (32)) Corona di barone Notizie storiche in Famiglie nobili di Sicilia. |
|        | Muzzarelli d'azzurro a 3 zucche d'oro 2, 1, divise da due fasce di rosso, al capo d'Angiò (citato in (2) – pag. 584) |
|        | Muzzarelli (Roma) fascia di oro su azzurro - 3 borracce a forma di zucca di oro poste 2,1 su azzurro - capo d'Angiò (citato in LEOM) |
|        | Muzzarelli Verzoni (Firenze) partito: nel 1º d'azzurro a 3 zucche d'oro 2, 1, divise da due fasce di rosso, al capo d'Angiò (Muzzarelli); nel 2º d'oro al cane bracco di nero rampante, collarinato di rosso, tenente colle zampe anteriori una verza al naturale (Verzoni) (citato in (2) – pag. 584 e in DAlena) |
|        | Muzzarelli Verzoni (Prato) Partito: nel 1° d'oro, al cane rampante di nero, collarinato di rosso, tenente con le zampe anteriori un cavolo verzotto di verde; nel 2° d'azzurro, alla fascia d'oro accompagnata da tre coppe coperte e biansate d'argento, 2.1, e sormontata dal capo cucito d'Angiò (citato in (26)) |
|        | Muzzarelli Verzoni (Prato) fascia di oro accompagnata da - 3 coppe coperte di argento poste 2,1 su azzurro - capo d'Angiò cucito (sulla prima partizione) - cane rampante di nero collarinato di rosso stringente nella zampa destra un cavolo al naturale su oro (citato in LEOM) |
|        | Muzzati (Bologna) vaso di oro ansato di 2 pezzi e con coperchio posto su - 3 monti ristretti di oro il medio più alto uscenti dalla punta tutto su rosso (citato in LEOM) |
|        | Muzzengo (Solstegno) D'azzurro, al braccio (armato) movente dal lembo sinistro dello scudo, impugnante nella mano di carnagione una spada posta in palo, il tutto d'argento (citato in (28)) |
|        | Muzzi (Firenze) D'azzurro, a due scaglioni abbassati d'oro, accostati in capo da un compasso aperto dello stesso (citato in (26)) |
|        | Muzzi (Firenze) D'azzurro, alla croce di sant'Andrea d'oro accompagnata in capo da una stella a otto punte dello stesso, e in punta da una ghirlanda di verde alias D'azzurro, alla croce di sant'Andrea d'oro accompagnata in capo da una stella a otto punte dello stesso, e in punta da una ghirlanda d'oro (citato in (26)) |
|        | Muzzi (Poggibonsi) croce di Sant'Andrea di oro su azzurro - stella (8 raggi) di oro in alto su azzurro - ghirlanda intrecciata di quercia di oro su azzurro in punta (citato in LEOM) |
|        | Muzzoli (Bologna) Pesci (citato in DAlena) |